# Sisyrinchium graminifolium
Sisyrinchium graminifolium Lindl. – gatunek miecznicy należący do rodziny kosaćcowatych (Iridaceae Juss.). Występuje naturalnie w Ameryce Południowej.

## Rozmieszczenie geograficzne
Rośnie naturalnie w  Chile oraz Argentynie. 

## Morfologia
ŁodygaDorasta do 40 cm wysokości.
KwiatyPosiadają po 6 płatków o żółtej barwie.

## Biologia i ekologia
Bylina. Preferuje stanowiska dobrze nasłonecznione lub w półcieniu. Występuje na nizinach lub w dolinach górskich.
Roślina dobrze rośnie na suchym terenie, gdzie susza może trwać nawet do 5 miesięcy. Roczna suma opadów wynosi 400–800 mm, a opady koncentrują się zimą. Występuje do 9 strefy mrozoodporności.

## Zastosowanie
Gatunek bywa uprawiany jako roślina ozdobna.